# Elchanon Verveer
Elchanon Leonardus Verveer (Den Haag, 19 april 1826 - aldaar, 24 augustus 1900 was een Nederlands kunstschilder en graficus. Hij wordt gerekend tot de romantiek.

## Leven en werk
Verveer werd geboren in een Joodse familie in Den Haag, waar hij zijn hele leven zou wonen en werken. Hij ging eerst naar de Haagse Houtgraveurschool en begon als graficus. Later volgde hij lessen aan de Haagse Academie van Beeldende Kunsten. Daar kreeg hij onder andere les van zijn oudere broer Samuel en van Herman te Kate. Hij studeerde ook nog kort in Brussel. In 1857 en 1859 reisde hij naar Parijs.
Verveer schilderde vooral idyllische genrewerken, vaak met het Hollandse vissersleven als thema, meestal in Scheveningen, aan zee en strand. Ook maakte hij wel portretten van de plaatselijke vissersbevolking. Hij werkte in de stijl van de romantiek, waarbij duidelijk de invloed van Jozef Israels is te zien. Hoewel tegenwoordig zijn werken artistiek lager wordt aangeslagen dan die van zijn broer Samuel, was hij in zijn eigen tijd zeker zo populair. Zijn leven lang zou hij ook grafisch werk blijven produceren en hij maakte vooral ook naam als karikaturist. Bekend werden een aantal karikaturen van leden van de Haagse Pulchri Studio, waarvan hij ook zelf lid was en zijn broer Salomon zelfs een tijdje president.
Verveers andere broer Mauritz maakte naam als fotograaf. In 1900 overleed hij op 74-jarige leeftijd. In 2015 vond een overzichtstentoonstelling plaats van het werk van de gebroeders Verveer in het Joods Historisch Museum.

## Galerij
Schilderijen

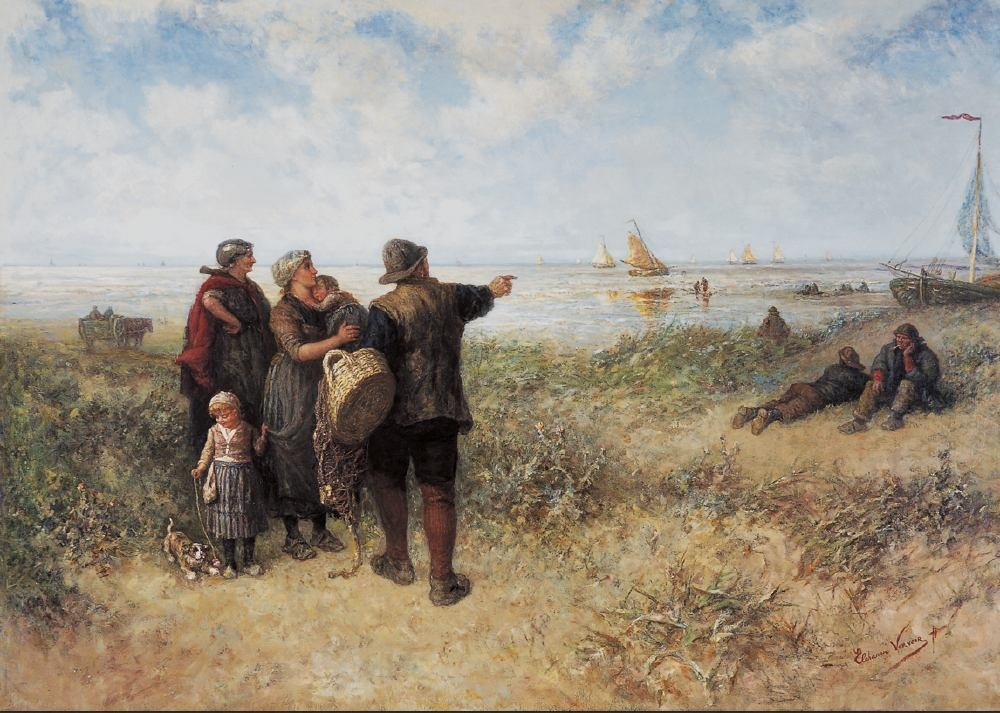
De terugkeer van de vissersvloot
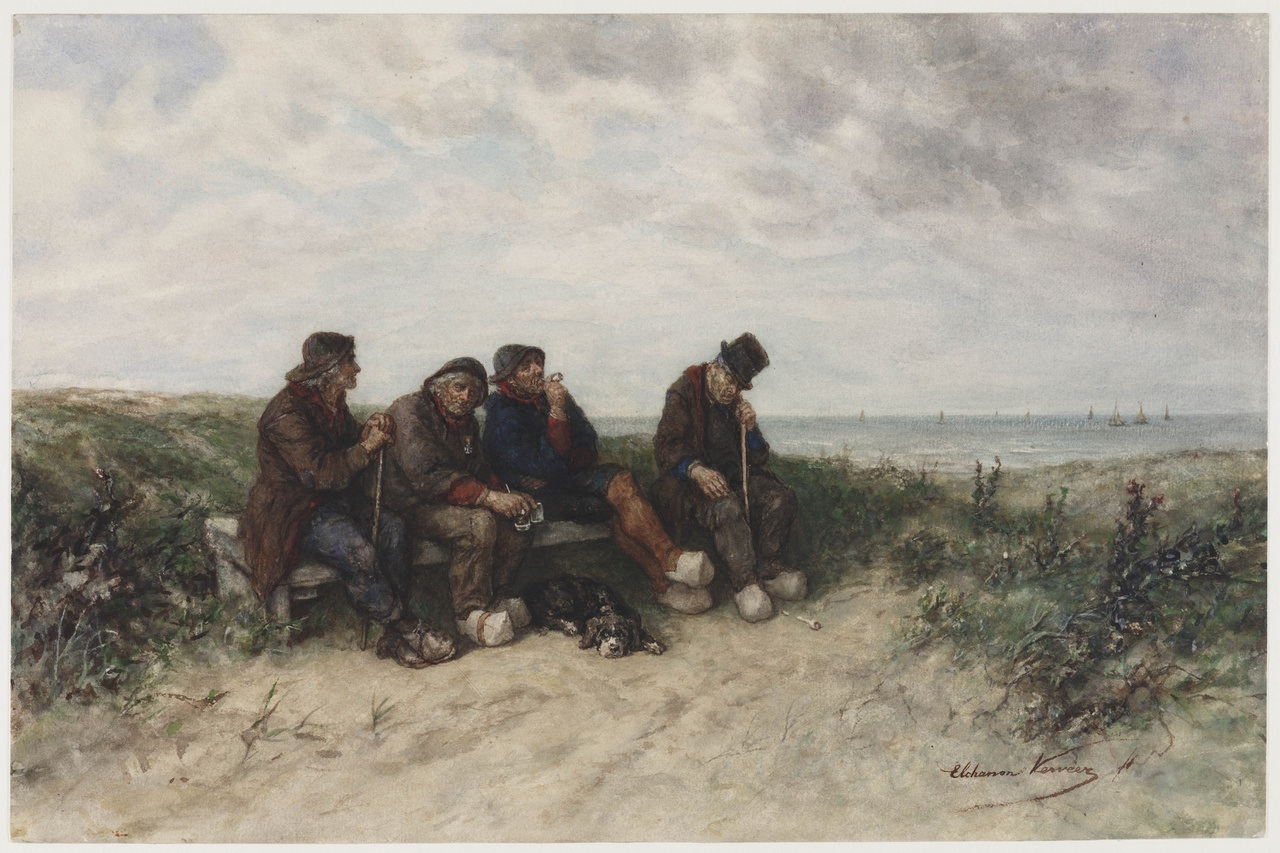
Invaliden der zee
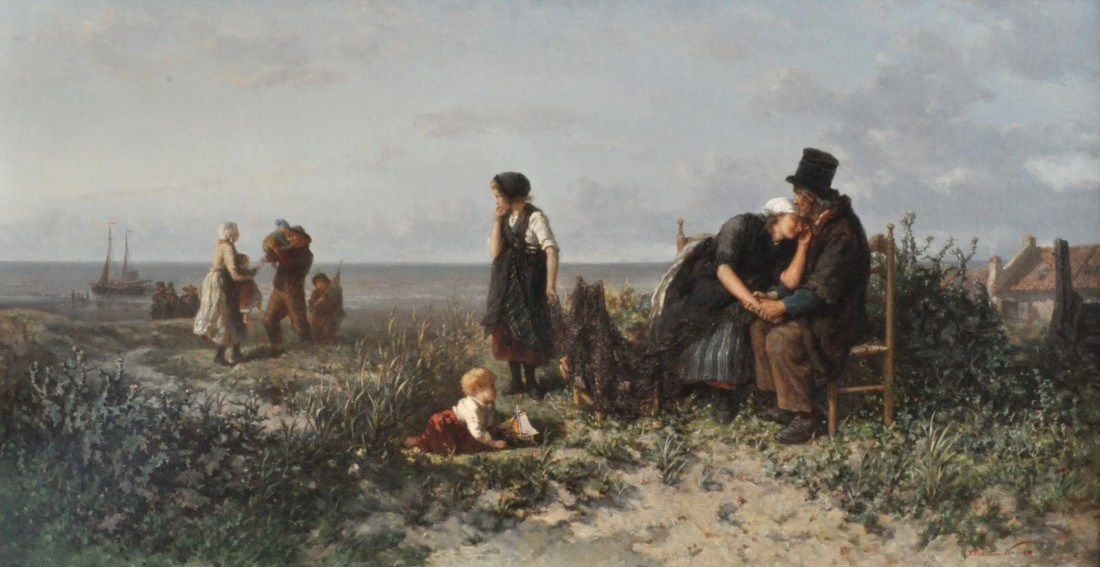
De terugkeer van de vissersvloot
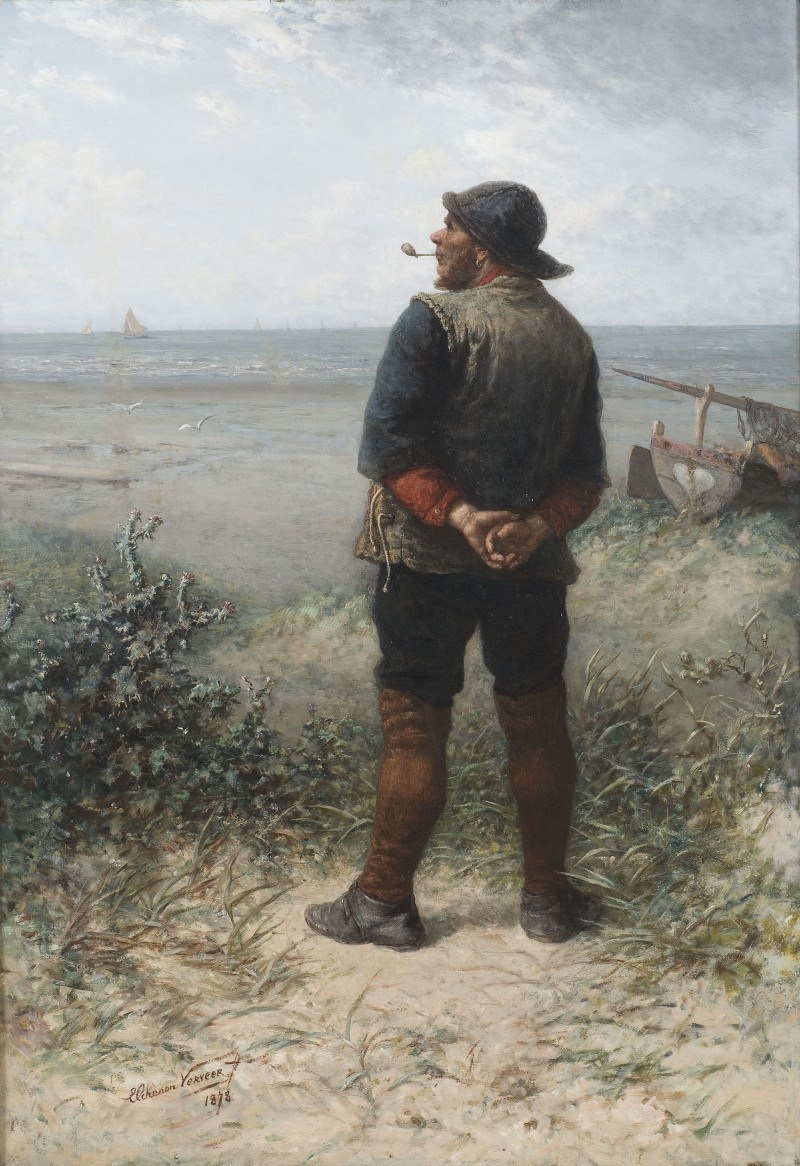
Verwachte westenwind

Karikaturen

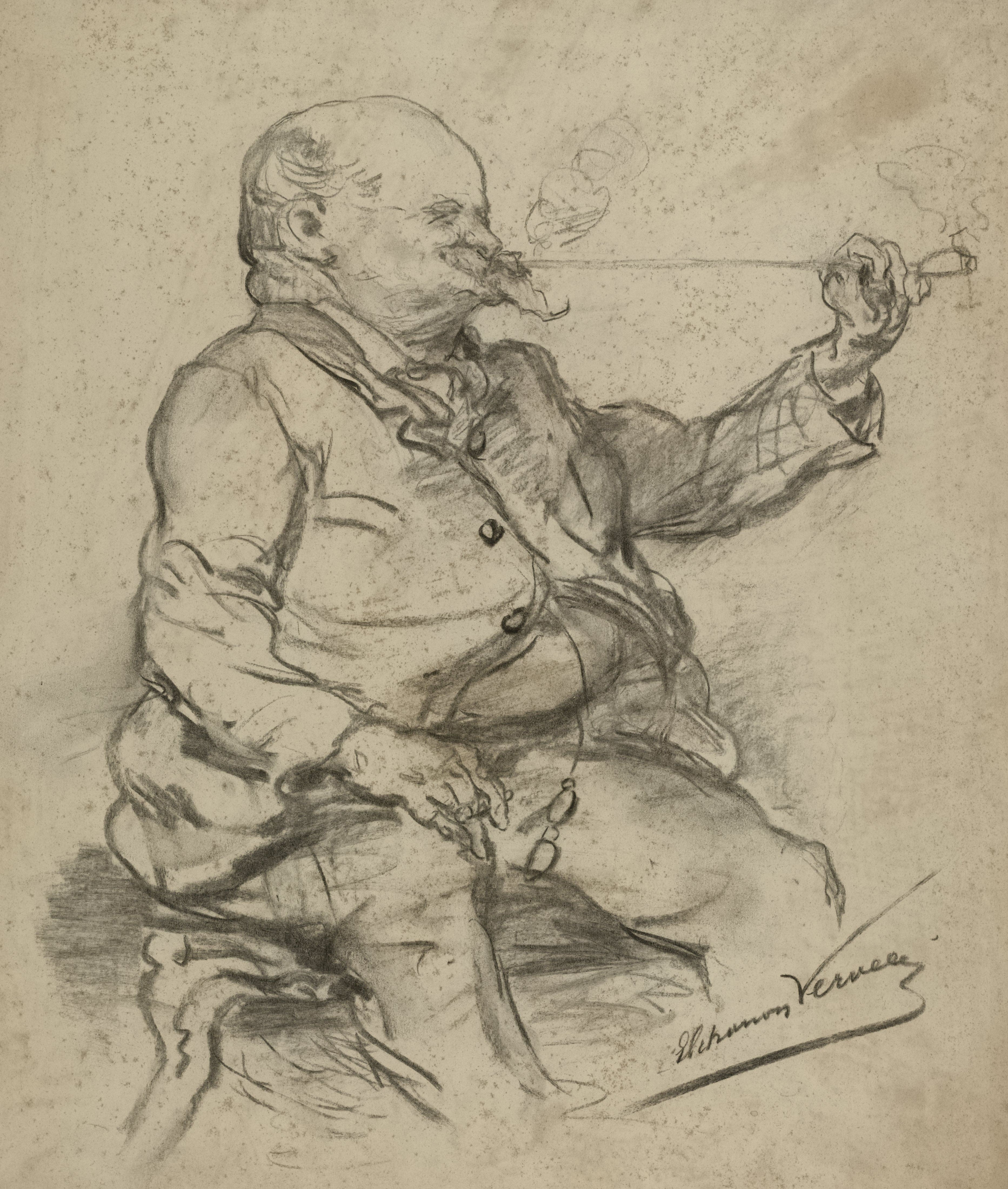
Martinus Wilhelmus Liernur
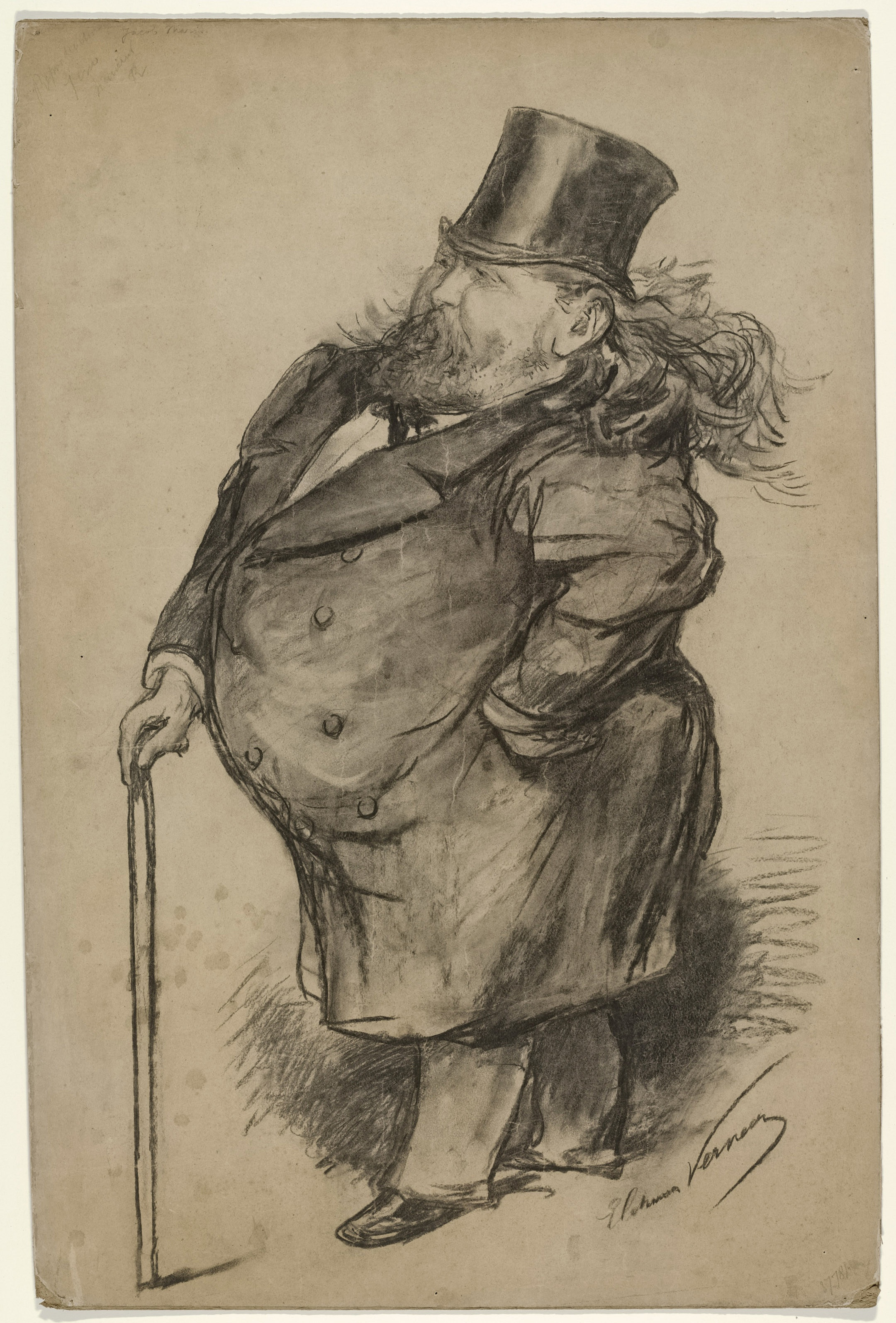
Willem Maris